# とっとりライナー
とっとりライナー（Tottori Liner）は、西日本旅客鉄道（JR西日本）が山陰本線の鳥取駅 - 米子駅間で運転している快速列車である。

## 概要
1985年3月に、鳥取駅 - 米子駅間で快速「わかとりライナー」として運転を開始し、一部は急行「白兎」「砂丘」「さんべ」のほか、快速「しまねライナー」や普通として直通する列車もあった。1986年11月に運行区間が最長豊岡駅まで延長され、特急「あさしお」、急行「砂丘」「さんべ」、快速「しまねライナー」や普通として直通する列車もあったが、90年代には鳥取駅以東での運行を行わなくなった。1994年12月に運行系統が鳥取駅 - 米子駅間に統一され、同区間を運転する快速のうち、速達タイプの列車を快速「とっとりライナー」として運転することになった。

## 運行概況
2022年（令和4年）3月12日現在、鳥取駅 - 米子駅間に平日1往復、土休日は上り1本のみ運行。

### 停車駅
上り
米子駅 - 伯耆大山駅 - 淀江駅 - 大山口駅 - 赤碕駅 - 浦安駅 - 由良駅 - 下北条駅 - 倉吉駅 - 松崎駅 - 青谷駅 - 浜村駅 - 鳥取大学前駅 - 湖山駅 - 鳥取駅
下り
鳥取駅  -(各駅に停車)- 浦安駅 - 赤碕駅 - 伯耆大山駅 - 米子駅
- 停車駅はかつて、倉吉駅 - 米子駅間では最少で浦安駅・赤碕駅・伯耆大山駅の3駅のみだったが、2019年3月16日ダイヤ改正で、これら3駅の他、由良駅若しくは大山口駅の何れかに停車するようになった。
- プロ野球やガイナーレ鳥取の公式戦などが東山運動公園で開催される際は東山公園駅に臨時停車する事がある。
- かつて直通していた米子駅 - 出雲市駅間は「アクアライナー」と同様、全列車各駅停車であったが、種別は快速とっとりライナーのままであった。なお「通勤ライナー」も通過するのは乃木駅 - 玉造温泉駅 - 来待駅のみだった。

### 使用車両
後藤総合車両所に所属するキハ126系・キハ121系を使用している。通常は2両編成で運転され、2019年3月16日ダイヤ改正時点で全列車が全区間でワンマン運転だが、不定期で3-5両編成の車掌乗務列車で運行することもある。

## 沿革

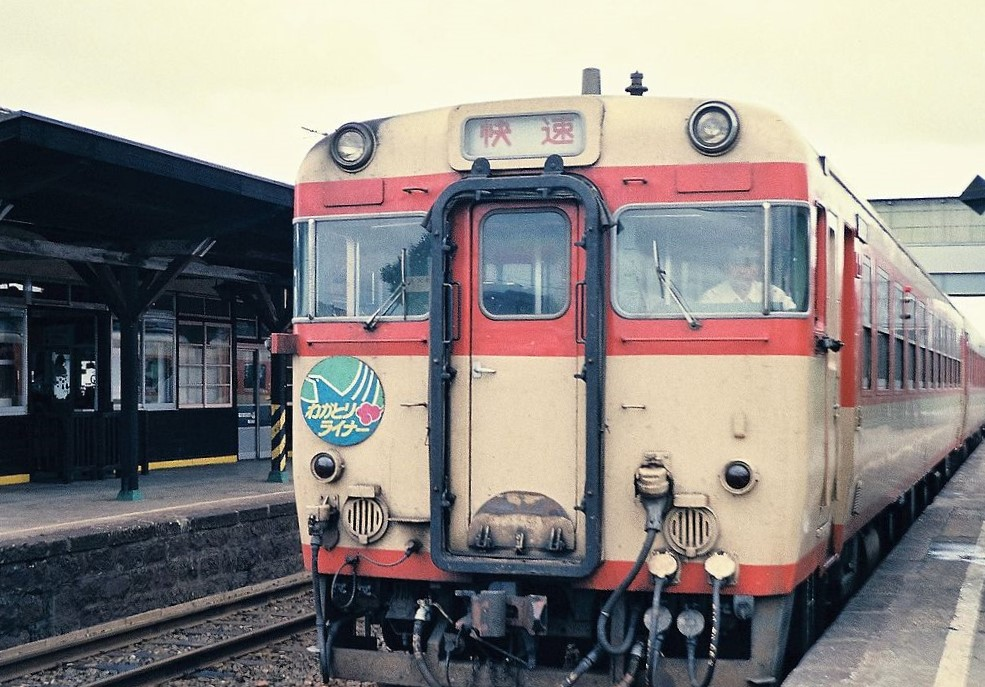
快速「わかとりライナー」（下市駅、1988年7月29日）

- 1985年（昭和60年）3月14日：キハ58系・キハ65形を使用し、鳥取駅 - 米子駅間を運行する快速「わかとりライナー」が運行開始[1]。一部は急行「白兎」「砂丘」「さんべ」、快速「しまねライナー」、普通として直通するものもあった。下り7本、上り6本運行。
- 1986年（昭和61年）11月1日：運行系統が豊岡駅・城崎駅（現在の城崎温泉駅）・鳥取駅 - 米子駅間となり、一部は特急「あさしお」、急行「砂丘」「さんべ」、快速「しまねライナー」、普通として直通するものもあった。10往復運行となる。また、使用車両がキハ181系・キハ58系・キハ65形・キハ40系となる。
- 1988年（昭和63年）3月13日：急行「砂丘」との直通を中止。下り10本、上り9本運行となる。
- 1993年（平成5年）3月18日：9往復運行となる。
- 1994年（平成6年）12月3日：運行系統が鳥取駅 - 米子駅間となり、速達タイプの列車を快速「とっとりライナー」に名称を変更。2往復運行。従来の快速列車は列車名称を廃止。6往復運行。また、使用車両がキハ58系のみとなる。
- 1996年（平成8年）3月16日：速達タイプの快速「とっとりライナー」は4往復、列車名称のない快速列車は下り2本、上り1本運行となる。
- 1997年（平成9年）3月22日：全列車が快速「とっとりライナー」となり、6往復運行。
- 1998年（平成10年）3月14日：8往復運行となる。
- 2001年（平成13年）：開放式便所による黄害対策でキハ28形の便所を貯留式に改造し、キハ58形の便所は閉鎖された。
- 2003年（平成15年）10月1日：山陰本線鳥取駅 - 米子駅間の高速化に伴い、キハ126系・キハ121系に変更。7往復運行。また、境線への直通を開始。
- 2004年（平成16年）10月16日：急行「だいせん」廃止に伴い、1往復（下りは早朝・上りは深夜）増発され、8往復運行となる。
- 2006年（平成18年）3月18日：境線への直通を中止。
- 2008年（平成20年）3月15日：鳥取駅 - 米子駅間で特急「スーパーまつかぜ」が1往復増発されることに伴い、1往復削減し7往復運行となる。同時に、出雲市駅 - 西出雲駅間を廃止。
- 2009年（平成21年）3月14日：キハ121系の運用変更に伴い、早朝の下り1本を廃止。6.5往復運行となる。
- 2010年（平成22年）3月13日：深夜の上り1本（米子駅発倉吉方面の最終列車で、米子駅 - 松崎駅間各駅停車）が倉吉駅 - 鳥取駅間の運転を廃止する形で普通列車に格下げ。6往復運行となり、八橋駅・中山口駅・名和駅・東山公園駅の4駅への停車は無くなる。土休日の朝の下り1本に限り、因美線からの直通を開始し智頭駅始発となる（因美線内は普通）。土休日のみ出雲市駅始発の上り列車が米子駅始発に短縮。
- 2011年（平成23年）3月12日：土休日の智頭駅始発の下り1本が全区間普通列車に格下げ。因美線からの直通は1年で無くなり、平日6往復、土休日5.5往復となる。
- 2013年（平成25年）3月16日：この日のダイヤ改正で、鳥取大学前駅にすべてのとっとりライナーが停車するようになる。
- 2015年（平成27年）3月14日：夜間の上り1本が土休日に限り倉吉駅 - 鳥取駅間各駅停車となる[4]。
- 2021年（令和3年）
  - 3月13日：夜間の上り1本が米子駅 - 倉吉駅間各駅停車となり、八橋駅・中山口駅・名和駅・東山公園駅の4駅へ停車する列車が復活する一方、土休日の当該列車は全区間各駅停車となるため普通列車に格下げ[5]。平日6往復、土休日5往復となる。
  - 10月2日：日中の1往復と、平日夜間の上り1本が全区間各駅停車の普通列車に格下げ[6]。八橋駅・中山口駅・名和駅・東山公園駅の4駅が再び停車駅から外れ、平日4.5往復、土休日4往復となる。出雲市駅始発の上り列車が廃止。
- 2022年（令和4年）3月12日：この日のダイヤ改正で前後の普通列車との統廃合が行われ、平日1往復、土休日上り1本のみとなる[7]。これに伴い運転区間は鳥取駅 - 米子駅間のみとなり、下市駅と御来屋駅が停車駅から外れる。